# TV+ (Chili)
TV+ (anciennement appelé UCV Television) est une chaîne de télévision privée chilienne qui est diffusé depuis Santiago appartenant depuis le 5 octobre 1957 à l’Université pontificale catholique de Valparaíso. 

## Programmes

### Actuels
- Milf (UCV Télévision 2017) (conversation), présenté par Claudia Conserva, Yasmín Valdés y María Paz Jorquera.
- Me Late (UCV Télévision 2016) (conversation), présenté par Daniel "Huevo" Fuenzalida.
- Tocshow (UCV Télévision 2013) (conversation), présenté par Juan Carlos Valdivia.
- Esprits criminels (Criminal Minds) (CBS 2005-En production) (série), avec Thomas Gibson, Shemar Moore, Matthew Gray Gubler, A.J. Cook, Paget Brewster, Kirsten Vangsness et Joe Mantegna.

### Finis
- Under the Dome (CBS 2013-présent) (série) (2014), avec Mike Vogel, Rachelle Lefèvre, Natalie Martinez, Brittany Robertson, Alexander Koch, Colin Ford, Mackenzie Lintz, Nicholas Strong, Jolene Purdy, Aisha Hinds et Dean Norris.
- Las Nuevas Aventuras de Christine (The New Adventures of Old Christine) (CBS 2006-2010) (sitcom, comédie dramatique) (2014), avec Julia Louis-Dreyfus, Clark Gregg, Trevor Gagnon, Hamish Linklater, Wanda Sykes et Emily Rutherfurd (en).
- Bones (FOX 2005 - en production) (télésérie), avec David Boreanaz, Emily Deschanel, Michaela Conlin, T.J. Thyne, Tamara Taylor et John Francis Daley.
- Hawaii 5-0 (CBS 2010 - en production) (télésérie), avec Alex O'Loughlin, Scott Caan, Daniel Dae Kim et Grace Park.
- Malcolm (FOX 2000 - 2006) (télésérie), avec Frankie Muniz.
- Lo peor de mi vida (UCV TV 2011) (humour), présenté par Gabriele Benni.
- Vidas (UCV Télévision 2012-en production), présenté par Sebastián Eyzaguirre.
- Qué Pachó (UCV TV, 2014-) (late show), présenté par Juan Carlos Valdivia.
- Me Late (UCV TV, 2014-) (late show), présenté par Daniel Fuenzalida.
- De aquí no sale (UCV TV, 2015) (late show), Présenté par Giancarlo Petaccia et Pamela Díaz.
- País Cultural
- UCV TV Noticias (téléjournal) (2006-En production).
  - UCV TV Noticias Tarde, présenté par Germán Gatica et Pía Álvarez.
  - UCV TV Noticias Central, présenté par Claudio Elórtegui, Eduardo Riveros, Rayén Araya et Carlos Franco.
- El día D (UCV Télévision 2012-2014) (conversation), présenté par Daniel Fuenzalida.
- La tarde vive (UCV TV 2014), présenté par Carola Julio et Sebastián Jiménez.
- WWE
- Lo+ (UCV Télévision 2010 - 2013) (show-biz), présentée par Carola Julio.
- En portada (show-biz) (2009-2013), présenté par Cristián Pérez (2009-2011), Savka Pollak (2011), Daniel Fuenzalida (2012-2013), Katherine Bodis (2013) et Carola Julio (2013).
- El almacén (sitcom) (2011), avec Valentina Newman.
- De mil maneras (UCV TV 2012) (magazine).
- Bailando por un sueño (El Trece) (2011), présenté par Marcelo Tinelli.
- Muñeca brava (Telefe 1998 - 1999) (télénovela) (2011-2012), avec Natalia Oreiro et Facundo Arana.
- En portada news (téléjournal/show-biz) (2009 - 2012), présenté par Pía Guzmán (2009 - 2010), María Eugenia Larraín (2011), Manuel González (2011) et César Barrera (2011-2012).
- Se busca, historias verdaderas (docu-reality) (2010-), présenté par Jeannette Moenne-Loccoz.
- Secreto a voces (telenovela) (2011), Álvaro Espinoza, Catalina Olcay, Antonella Orsini, Magdalena Max Neef et Gloria Lazo.
- ¿Por qué no te ríes? (humour) (UCV Télévision 2010 - 2011), présenté par Álvaro Ballero.
- Cambio de peso (téléréalité) (UCV Télévision 2010), présenté par Janis Pope.
- Grande Pa (télénovela) (2011).
- Código urbano (magazine) (2010), présenté par Isabel Fernández.
- De mil maneras (UCV TV/Utilisima 2006) (magazine), présenté par Alicia Pedroso.
- La Colombina 280 (UCV TV/Tripolar producciones 2004) (miniserie Humor), réalisé par Juan José Cea Escobar avec Gianella Marengo et Eugenio Poblete.

## Face de TV+
- Juan Carlos Valdivia
- Daniel Fuenzalida
- Carlos Franco
- Ángeles Araya
- Rayén Araya
- Eduardo Riveros
- Giancarlo Petaccia
- Pamela Díaz
- Julio Videla

## Logos

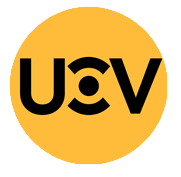
UCV Télévision (2008-2013)
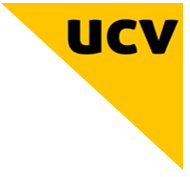
UCV Télévision (2013)
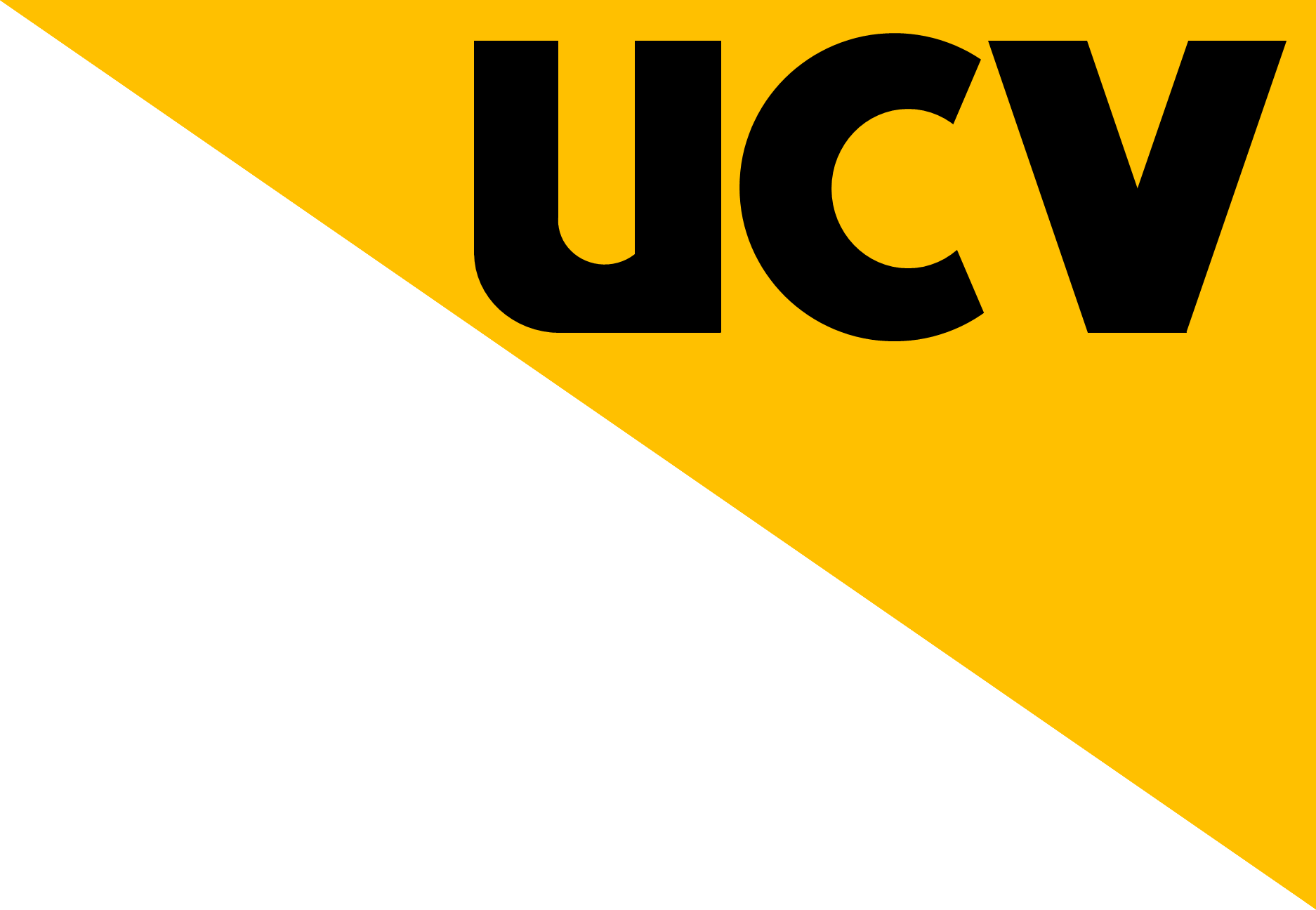
UCV Télévision (2014-2018)
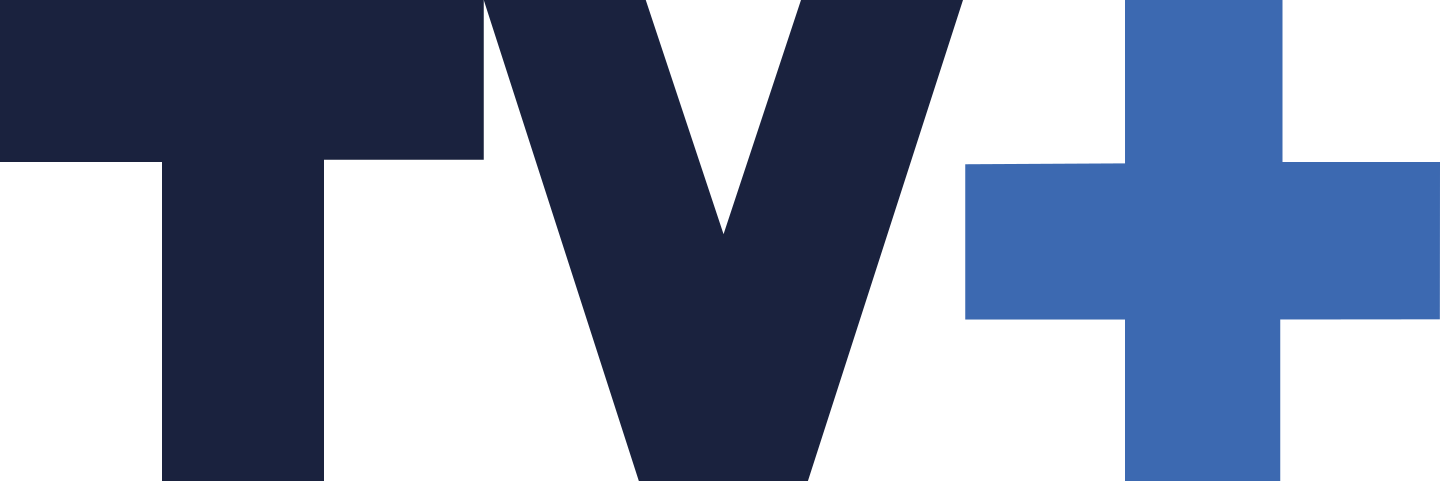
TV+ (2018-)